# Neocorynura lasipion
Neocorynura lasipion är en biart som först beskrevs av Joseph Vachal 1904.  Neocorynura lasipion ingår i släktet Neocorynura och familjen vägbin. Inga underarter finns listade i Catalogue of Life.